# Tågåkeriet i Bergslagen
Tågåkeriet i Bergslagen AB, ofta förkortat TÅGAB, är ett järnvägsbolag baserat i Kristinehamn. Det startades 1994 av Lars Yngström som arbetade på dåvarande Statens Järnvägar och har ett antal verksamhetsgrenar inom järnvägsområdet, såväl gods- som persontrafik, uthyrning av lok och vagnar samt verkstad och reservdelsförsäljning. Företaget hade 2013 cirka 120 anställda, och 20–25 lok av olika storlekar, såväl ellok som diesellok.

## Persontrafik
Biljetter säljs via SJ.

### Historia
Tågab började persontrafiken den 13 december 2009 med en premiärtur med kaffe och luciafirande ombord. Tågen gick mellan Karlstad C och Göteborg C via Kristinehamn, Laxå, Skövde C och Alingsås. Bolaget använde sig ursprungligen av sex sextiotalsvagnar inköpta från Netrail i juni 2009 ommålade i Tågabs färger; silvriga vagnar med röda sidoränder och majoriteten av Rc-loken har liknande färgsättning. Vagnparken har efter hand utökats. 
Sedan 12 februari 2012 är trafiken utökad till linjen Falun C - Göteborg C via Kristinehamn, Karlstad C och Trollhättan.
Sommaren 2013 utökades trafiken genom att sommartid även köra mellan Göteborg och Mora, för att ansluta till Inlandståget på Inlandsbanan, och därigenom utgöra en sydlig fortsättning av denna.
Från och med 10 augusti 2015 började Tågab att köra ett tågpar varje eftermiddag mellan Karlstad och Stockholm. 
Den 5 maj 2017 utökades trafiken med sträckan Karlstad - Tranås via Hallsberg och Motala, sedan våren 2018 körs trafiken hela vägen till Alvesta på fredagar.

### Trafik
Tågab trafikerar följande linjer:
Förutom under sommaren, körs endast enstaka tåg måndag-torsdag.
- Falun/Mora-Karlstad-(Göteborg)
- Stockholm-Karlstad
- Karlstad-Alvesta (endast fredagar)

Persontrafiken bedrivs till största del med personvagnar som dras av ellok typ Rc3, men även Rc2 eller motorvagn typ X10 kan förekomma. Kiosk/servering medföljer på tågen.

## Fordon
Uppdaterat maj 2023

### Ellok
- Rc1, 2 st avställda (Rc1 1014 & 1026), inga lok i trafik
- Rc2, 11 st (Rc2 001, 002, 006, 007, 008, 009, 010, 1040, 1041, 1045 & 1052)
- Rc3, 5 st (Rc3 1059, 1062, 1063, 1064 & 1066)
- Rm, 6 st (Rm 1257-1262)

### Diesellok
- T43, 7 st (I trafik: T43 107, 111, 112 & 113. Avställda: 211, 218 & 226)
- TMY, 4 st (I trafik: TMY 101, 103 & 110. Avställda: 105 är avställd & 106 är skrotad.
- TMZ, 4 st (I trafik: TMZ 108, 109 & 1406. Avställda: 1425)
- Z (växellok), 1 st (Z 210)
- Z65 (växellok), 6 st (Z65 202, 203, 204, 211, 217 & 219)
- Z70 (växellok), 5 st (Z70 712, 717, 730, 732 & 734)
- Zö (växellok), 3 st (Zö 209, 212 & 219)

### Personvagnar
- A2, 2 st (A2 5040 & A2 5151)
- AB3, 3 st (AB3 4874, 4875 & 4885)
- ABS2, 1 st (ABS2 5131) (ombyggd 2017 från B5, för att få kiosk och 1:a klass)
- ABS5, 1 st (ABS5 4751) (ombyggd 2010 från BS5, för att få 1:a klass)
- B1, 5 st (B1 4922, 4924, 5107 & 5157)
- B5, 2 st (B5 5123 & B5 5128)
- B7, 1 st (B7 5248) (ombyggd 2015 från S1)
- BC2 2 st, (BC2 3492 & 3514) (Används endast som sittvagn)
- BS5, 2 st (BS5 4744 & 4745)
- R2, 1 st (R2 5170)

### Motorvagnar
- X10 2 st (I trafik: X10 3201 & 3203. Avställda: 3199)